# William Howells
William White Howells (New York, Washington Square Park, 27 november 1908 – Kittery Point, Maine, 20 december 2005) was een Amerikaans fysisch antropoloog.
Howells was de kleinzoon van de schrijver William Dean Howells en zoon van John Mead Howells, de architect van de Chicago Tribune Tower. Hij studeerde aan de Harvard University waar hij promoveerde in 1934. Daarna was hij enkele jaren medewerker van het American Museum of Natural History. Van 1937 tot 1954 was hij lector aan de University of Wisconsin in Madison, onderbroken door zijn militaire diensttijd als luitenant bij het Office of Naval Intelligence tijdens de Tweede Wereldoorlog. 
In 1951 werd William Howells voorzitter van de gezaghebbende American Anthropological Association. Hij was hoogleraar antropologie aan Harvard van 1954 tot 1974, het jaar van zijn pensioen. In het met de Harvard-universiteit verbonden Peabody Museum of Archaeology and Ethnology was hij tegelijkertijd conservator van de fysisch antropologische collecties, voor een groot deel bestaand uit hominide lichaamsresten. 
William Howells was gespecialiseerd in de bewoners van de Grote Oceaan, waarover hij veel publicaties in vaktijdschriften op zijn naam heeft. 
Bij een groter lezerspubliek is hij bekend geworden door een aantal populair geschreven boeken over het ontstaan en de evolutie van de mens, en zijn verschillende lichamelijke verschijningsvormen. Zijn eerste boek daarover verscheen in 1944, bijgewerkte en geactualiseerde edities kwamen steeds onder een nieuwe titel uit, de laatste in 1992 toen de auteur 84 jaar was. Een eenmalig zijpad bewandelde hij met zijn verhandeling over de zogenaamde primitieve godsdiensten: The Heathens, dat een groot succes werd. 
Howells' boeken werden wijd vertaald, twee titels werden gepubliceerd in het Nederlands.   

## Selecte bibliografie
- 1944 - Mankind So Far. New York: Doubleday & Co.
- 1948 - The Heathens; Primitive Man and his Religions. New York: Doubleday & Co. (Ned. vert. De godsdienst der primitieve volken. Utrecht/Antwerpen: Prisma-Boeken nr. 832, 1963).
- 1954 - Back of History. New York: Doubleday & Co.
- 1959 - Mankind in the Making. (Ned. vert. Mensheid in wording. Het verhaal van de menselijke evolutie. Hilversum: C. de Boer jr./Paul Brand, 1964).
- 1973 - The Pacific Islanders. Londen: Weidenfeld and Nicolson
- 1992 - Getting Here. Washington, D.C.: The Compass Press

- Biblioteca Nacional de España: XX1131164
- Bibliothèque nationale de France: cb12395840g (data)
- Catàleg d'autoritats de noms i títols de Catalunya: 981058517309806706
- CiNii: DA0155038X
- Gemeinsame Normdatei: 102717427
- International Standard Name Identifier: 0000 0001 1029 7635
- Library of Congress Control Number: n50031034
- Nationale Bibliotheek van Letland: 000176829
- Mathematics Genealogy Project: 229996
- Nationale Bibliotheek van Tsjechië: jn20031201003
- Nationale Bibliotheek van Israël: 987007576519805171
- Nederlandse Thesaurus van Auteursnamen: 071634983
- LIBRIS: 61863
- SNAC: w63504p3
- Système universitaire de documentation: 033052905
- Trove: 1029602
- Virtual International Authority File: 76401067
- WorldCat: E39PBJhmM9pk3QJfjf79XbK68C